# Catharina van Württemberg

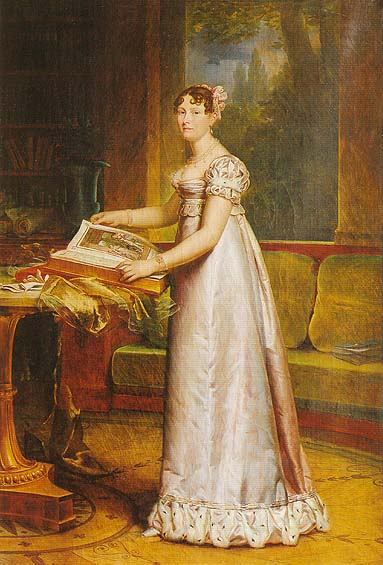
prinses Catharina van Württemberg

Frederika Catharina Sophia Dorothea van Württemberg (Sint-Petersburg, 21 februari 1783 – Lausanne, 28 november 1835) was prinses van Württemberg en van 1807 tot 1814 koningin van Westfalen. Zij was een dochter van de latere koning Frederik I van Württemberg en Augusta Caroline van Brunswijk.
Opgegroeid in Sint-Petersburg werd ze na de vroege dood van haar moeder in 1788 in Montbéliard door haar grootmoeder Frederika Dorothea Sophia van Brandenburg-Schwedt opgevoed. Na dier overlijden in 1798 kwam ze terug bij haar vader in Stuttgart. In juni 1805 benoemde keurvorst Frederik van Württemberg haar tot abdis van het adellijke vrouwensticht Oberstenfeld. Nog eind 1805 werd op aandrang van keizer Napoleon een politiek huwelijk met Napoleons jongste broer Jérôme Bonaparte gepland. Op 12 augustus 1807 werd haar huwelijk als tweede vrouw bij procuratie in Stuttgart bekendgemaakt. Op 18 augustus werd Jérôme koning van Westfalen en op 22 augustus werd te Parijs het burgerlijk huwelijk gesloten, een dag later het kerkelijk.
Uit dit huwelijk werden drie kinderen geboren:
- Jérôme Napoleon Karel Bonaparte (1814-1847)
- Mathilde Laetitia Wilhelmine Bonaparte (1820-1904)
- Napoleon Jozef Karel Paul Bonaparte (1822-1891)

Direct na het huwelijk verliet het paar Parijs richting Kassel, de residentie van het nieuwe koninkrijk Westfalen. Tijdens de afwezigheid van Jérôme gedurende de veldtocht in Rusland van 1812 was Catharina regentes.

Bij de opmars van de Russische troepen na de door Frankrijk verloren Slag bij Leipzig vluchtte Catharina in 1813 naar Triëst in de Villa Necker. Ondanks de druk van haar vader zich van Jérôme los te maken hield ze haar huwelijk in stand. Na de nederlaag bij Waterloo nam de koning van Württemberg zijn dochter en schoonzoon, die nu de titel graaf van Harz voerde in Württemberg op en bracht ze in de sloten Göppingen en Ellwangen onder. Omdat de geallieerden aandrongen op het neerleggen van de titels prins Napoleon en graaf van Harz, benoemde de koning ze op 1 augustus 1816 tot vorst en vorstin van Montfort. Vervolgens leefden ze in ballingschap in Oostenrijk, Italië en Zwitserland. Omdat ze waterzucht kreeg reisde Catharina van Florence naar Lausanne, waar ze in 1835 overleed.
Catharina werd na haar dood bijgezet in de kapel van Slot Ludwigsburg.
Sönke Lorenz, Das Haus Württemberg
- Biblioteca Nacional de España: XX5394262
- Bibliothèque nationale de France: cb10734120v (data)
- Gemeinsame Normdatei: 101423004
- International Standard Name Identifier: 0000 0001 1060 1393
- Library of Congress Control Number: nr90009150
- Nationale Bibliotheek van Israël: 987007259438005171
- Nationale Bibliotheek van Polen: a0000003418847
- Nederlandse Thesaurus van Auteursnamen: 072066636
- Réseau des bibliothèques de Suisse occidentale: 02-A000021419
- Istituto Centrale per il Catalogo Unico: TO0V532966
- Système universitaire de documentation: 166657549
- Virtual International Authority File: 44668457